# コルト・ウッズマン
コルト・ウッズマン（Colt Woodsman）は、アメリカの銃器メーカーであるコルト（Colt）社が1915年に発売した自動拳銃。

## 概要
競技用として開発された拳銃で、使用弾は低威力の.22LR、装弾数は10+1発(弾倉は10発)である。発売当初はコルト・オートマチック・ピストル・ターゲットモデル(Colt Automatic Pistol Taretmodel)という名で発売され、その後1927年からWoodsman（森の住人）と名称が変えられて販売され続けた。それ以前のモデルはPre-Woodsmanと称されている。競技用のみならず手軽な銃としてプリンキングや簡単な狩猟にも用いられ、1977年までおよそ69万丁が販売されたと言われる。
ジョン・ブローニングによる基本設計にコルト社が銃器設計チームのアイデアを盛り込んだもので、ブローニングは共同設計者の一人に名を連ねている。大量に販売されたため様々なカスタムモデルやバリエーションが存在する。軍の需要が高かった1943年から1947年までは民間向けの生産が止まっていたが、戦後の1947年にマイナーチェンジが行なわれ、セカンドシリーズとして販売された。その後、マイナーチェンジがもう一度行なわれサードシリーズとなっている。威力の低い.22LRを用いるためストレートブローバックを採用、フレームサイズは中型弾も撃てそうな頑丈なものであったため銃身の跳ね上がりも少なく命中率は良かった。またそのフレームの肉厚を利用して多くのエングレービングモデル（表面に彫刻を施した装飾銃）が作られている。本銃には膨大なバリエーションがある（下記参照）。

## バリエーション
- ファーストシリーズ

コルト・ウッズマン　⇒画像
このシリーズの基本モデル。銃身長は6.5インチのみ。
コルト・ウッズマン・スポーツ
銃身長4.5インチのセミヘビーバレル（ノーマルよりも銃身が肉厚で太い）タイプ。後期型にはストックが付属していた。また、ロングバレルとストックを装着したコルト・スポーツマンというカービンタイプも存在する。
コルト・ウッズマン・ターゲット
銃身長5.5インチから6.5インチのモデル。ほとんどのカスタムのベースとなった。
コルト・ウッズマン・マッチターゲット
競技用に特化したモデル。セカンドシリーズのマッチターゲットと異なり銃身が付け根部分のみ太くなっている。⇒画像
- セカンドシリーズ

このシリーズからウッズマンの特徴的なサムレスト（親指をホールドする出っ張り）付きグリップが標準となる。
コルト・ウッズマン・スポーツ
引き続き発売された4.5インチヘビーバレルのタイプ。グリップはサムレスト付き。ストック付属。
コルト・ウッズマン・マッチターゲット　
ファーストシーズンではカスタムモデルだったマッチターゲットモデルを市販化したもの。銃身と同じ長さのバレルウェイトやアジャスタブルなフロントサイト、リアサイト、グリップエンドなどが取り付けられている。
コルト・ウッズマン・ターゲット
グリップがマッチターゲットと同じサムレストのあるタイプだが他のパーツはない競技用の廉価版モデル。銃身長は6インチ。
コルト・ウッズマン・チャレンジャー
グリップがサムレストの無いタイプでストックが付属している。スポーツの廉価版モデル。銃身長は4.5インチ。
- サードシリーズ

このシリーズから仕上げによるグレードの違いが出ている。
コルト・ハンツマン　⇒画像
ウッズマンの改良型でありサードシーズンのスタンダード。簡易リアサイトと銃身直付けのフロントサイトを持つ。ハンツマンとは猟師のこと。ウッズマンとの外見上の違いはフロントサイトとグリップのサムレストの有無。4.5インチと6インチモデルあり。
コルト・ウッズマン・マッチターゲット⇒画像
セカンドシリーズでは6インチのみだったが4.5インチのものも発売されている。
コルト・ウッズマン・ターゲット
セカンドシリーズとほぼ同じ6インチモデル。アジャスタブルなフロントサイト、リアサイトが付き少し高級になった。
コルト・ターゲッツマン　⇒画像
ターゲットモデルのリア・サイトをハンツマンに付けたもの。サムレストが薄くなりヘビーバレルがより太くなっている。4.5インチと6インチモデルがある。
コルト・ウッズマン・スポーツ
引き続き発売された廉価版。グリップにサムレストあり。銃身長は4.5インチ。
コルト・ウッズマン・Sマスター
4.5インチスポーツモデルに同じ意匠の金のエングレービングを施したもの。コルト社公式の限定カスタムモデル。
この他にも、中国の中国北方工業公司（Norinco）がM93という名称でウッズマンのクローン品を製造している。

## 登場作品

### 映画
『拳銃無頼帖シリーズ』
主人公が使用。制作した日活は「ルガー」として紹介しているが、実際にはウッズマンである。

### ドラマ
『NCIS:LA 〜極秘潜入捜査班』

### 漫画・アニメ
『ワイルド7』
飛葉大陸が銃身を切り詰めた（２inのものと３inが確認できる）改造タイプを、ヘボピーがマッチターゲット６inを使用。本作は、銃器やミリタリー系資料があまりなかった当時の貴重な情報源であったとも評されている。

### 小説
『EME』
黄泉 三木也が使用、本文中ではどのモデルかは語られていない。
『キノの旅』
主人公キノと師匠の相棒の男が装備。作中では「森の人」という名前がつけられている。左利き用、サードシリーズのマッチターゲット6インチモデル、ハーモニカ型のサプレッサーとレーザーサイト取付け可能になっている。
『野獣死すべし』
主人公伊達邦彦がハンツマンを使用。防衛大学から盗み出したもので、ホルスターから素早く抜き出せるように照星を削り落としている。